# Acanthobrama microlepis
Acanthobrama microlepis is een  straalvinnige vissensoort uit de familie van eigenlijke karpers (Cyprinidae). De wetenschappelijke naam van de soort is voor het eerst geldig gepubliceerd in 1863 door De Filippi.